# Deleni (okręg Bacău)
Deleni – wieś w Rumunii, w okręgu Bacău, w gminie Helegiu. W 2011 roku liczyła 1645 mieszkańców.